# Carlo Maria Isidoro di Borbone-Spagna
Carlo Maria Isidoro di Borbone-Spagna, infante di Spagna (Palazzo reale di Aranjuez, 29 marzo 1788 – Trieste, 10 marzo 1855), è stato il secondo figlio maschio del re Carlo IV di Spagna e della regina Maria Luisa di Borbone-Parma: come Carlo V fu il primo dei pretendenti carlisti al trono spagnolo. A lui si fa spesso riferimento come Don Carlos, ma non va confuso con il suo omonimo, figlio di Filippo II di Spagna.

## Biografia
Carlo nacque al Palazzo reale di Aranjuez, secondo figlio maschio di Carlo IV di Spagna e di sua moglie, Maria Luisa di Borbone-Parma. Nel 1808, Napoleone conquistò Madrid nella battaglia di Somosierra e indusse il padre e il fratello maggiore di Carlo, Ferdinando VII, a rinunciare ai loro diritti al trono di Spagna. Ma Carlo, che era l'erede presunto di suo fratello, rifiutò di rinunciare ai suoi diritti al trono, che riteneva gli fosse stato dato da Dio. Dal 1808 al 1814, lui e i suoi fratelli furono prigionieri di Napoleone nel castello di Valençay, in Francia.
Nel 1814, Carlo e il resto della famiglia reale spagnola tornò a Madrid.

## Matrimoni

### Primo matrimonio
Sposò, il 22 settembre 1816 a Cadice, sua nipote Maria Francesca di Braganza (1800-1834), figlia di Giovanni VI di Portogallo e di sua sorella maggiore Carlotta Gioacchina, da cui ebbe tre figli:
- Carlo Luigi, conte di Montemolin (1818-1861);
- Giovanni Carlo, conte di Montizón (1822-1887);
- Ferdinando (1824-1861).

### Secondo matrimonio
Rimasto vedovo, nel 1838 Carlo sposò sua nipote, nonché sorella maggiore della sua defunta moglie, Maria Teresa di Braganza (22 aprile 1793 - 17 gennaio 1874), vedova dell'Infante Pietro Carlo di Borbone-Spagna. La coppia non ebbe figli.

## Vita a corte
Tranne che nelle cerimonie pubbliche, Carlo rimase in disparte nella vita pubblica e di corte. Ferdinando VII, sia pure forzatamente essendo pressato dai tempi nuovi, aveva ritenuto necessario collaborare con i liberali moderati, tant'è che nel 1812 firmò una Costituzione, cancellando tutto dopo la caduta di Napoleone. Carlo, invece, era noto per la sua ferma convinzione nel diritto divino del sovrano di governare in modo assoluto, per la rigida ortodossia delle sue idee e la sua devozione religiosa.
Durante i moti rivoluzionari del 1820-1823 (il "triennio liberale spagnolo"), Carlo fu minacciato dai radicali, mentre alcuni conservatori lo volevano vedere sul trono. Il principe, invece, in quanto fervente credente nella dottrina legittimista, si rifiutò sempre di prendere le armi per scavalcare il fratello.

### Prammatica Sanzione del 1830
Nel maggio 1830 Ferdinando VII emanò la Prammatica Sanzione che permetteva anche alle donne di accedere al trono: questo decreto era già stato approvato dalle Cortes nel 1789, ma non era mai stato ufficialmente promulgato. Fino ad allora Carlo era stato l'erede presuntivo del fratello, ma il 10 ottobre 1830 la moglie di Ferdinando diede alla luce una figlia, Isabella, che automaticamente prese il posto dello zio paterno nella linea di successione.
Il partito clericale, chiamato in Spagna "apostólicos", continuava a supportare i diritti di Carlo al trono, considerando la Prammatica Sanzione illegale, supportati anche dalla principessa Maria Teresa, moglie di Carlo. Nel marzo 1833 Ferdinando autorizzò il fratello e la cognata ad andare in Portogallo. Questa autorizzazione era in realtà un ordine per allontanarlo dalla Spagna e dai suoi sostenitori.
Nell'aprile 1833 Ferdinando chiamò il fratello a prestare un giuramento di fedeltà a Isabella come principessa delle Asturie, titolo tradizionalmente dato all'erede al trono. In modo rispettoso ma fermo Carlo si rifiutò. Non aveva desiderio di salire al trono, ma era incrollabile nella convinzione di non poter rinunciare ai propri diritti, in quanto di origine divina.

### Guerra
Ferdinando VII morì il 29 settembre 1833. A Madrid sua moglie Cristina si proclamò reggente per la figlia Isabella, ma il 1º ottobre Carlo emise un manifesto dove annunciava la propria salita al trono come "Carlo V di Spagna", informando al contempo i membri del governo di Cristina che li confermava nei loro incarichi e avvicinandosi al confine ispano-portoghese. Lì si scontrò con le forze leali a Cristina ed Isabella II che cercarono di arrestarlo. Questo costrinse Carlo a restare in Portogallo, stato anch'esso insanguinato da una guerra civile tra i sostenitori del cognato e nipote di Carlo, Michele del Portogallo, e la moglie e nipote di questi, Maria II del Portogallo. In Spagna iniziava la Prima guerra carlista.
Quando il partito michelino fu sconfitto definitivamente nel 1834, Carlo si rifugiò in Inghilterra e il governo spagnolo si offrì di garantirgli una pensione annuale di 30.000 sterline, se avesse rinunciato alle sue pretese e non fosse più tornato nella penisola iberica. Carlo rifiutò con decisione. In luglio passò in Francia, dove aveva il forte appoggio del partito legittimista, e di lì incontrò i propri sostenitori a Elizondo, nella parte spagnola dei Pirenei. Nell'ottobre 1834 sua cognata la Reggente Cristina emanò un decreto, ratificato dalle Cortes tre anni dopo, che lo privava dei suoi diritti di Infante.
Carlo rimase in Spagna per cinque anni a fianco delle sue armate. Non dimostrò mai le qualità di un buon generale o un particolare coraggio, ma seppe resistere alle molte difficoltà che gli si presentavano quando doveva nascondersi tra le colline. In queste occasioni ebbe spesso l'aiuto di una guida corpulenta conosciuta comunemente come "regio asino" (burro real).
La corte stretta intorno a Carlo era continuamente agitata da intrighi personali: se alcuni suoi aderenti lo sostenevano perché credevano nei suoi diritti al trono, altri lo facevano solo per promuovere i privilegi delle provincie basche. A questo si aggiungevano i conflitti fra gli ufficiali di Carlo e il clero, che aveva molto ascendente sul principe.
Durante i primi anni della guerra ci furono parecchi momenti in cui la vittoria parve alla portata di Carlo. L'ultima volta fu con la cosiddetta Spedizione Reale dell'estate 1837, quando le truppe carliste dalla Navarra giunsero fino ai sobborghi di Madrid. Carlo sperava di entrare in città senza spargimento di sangue, ma quando gli apparve evidente che soltanto una battaglia avrebbe permesso l'entrata in città, l'Infante tentennò e dopo parecchi giorni decise di ritirarsi.
La sua prima moglie era morta in Inghilterra nel 1834: Carlo si risposò in Biscaglia nel 1837 con la sorella maggiore della defunta (e sua propria nipote) Maria Teresa di Braganza.
Nel giugno 1838 Carlo nominò suo comandante in capo Rafael Maroto. Questi nel febbraio 1839 ebbe quattro generali caduti e divulgò un documento in cui criticava l'entourage di Carlo, il quale lo dimise dalla carica che ricopriva. Maroto mosse su Tolosa, dove il principe risiedeva e ne fece un virtuale prigioniero. Venne subito rinominato comandante in capo e ottenne il licenziamento dei cortigiani che lo osteggiavano. Successivamente iniziò una serie di abboccamenti segreti con i generali della Reggente e nell'agosto 1839 abbandonò i carlisti.

### Esilio e morte
Nel settembre 1839 Carlo abbandonò la Spagna per la Francia, dove venne per un breve periodo imprigionato. Per circa un altro anno alcuni dei suoi ufficiali continuarono a combattere, soprattutto in Catalogna, ma ogni resistenza carlista cessò nel luglio 1840.
Nel maggio 1845 Carlo cedette i suoi diritti al trono al figlio Carlo Luigi, e adottò il titolo di Conte di Molina. Il 10 marzo 1855 morì a Trieste e lì venne sepolto, nella cappella di San Carlo Borromeo nella Cattedrale di San Giusto.
Durante la Prima guerra carlista il 15 gennaio 1837 le Cortes vararono una legge, ratificata dalla reggente Maria Cristina, che escludeva dalla successione al trono spagnolo e privava dei loro titoli spagnoli Don Carlos e tutti i suoi alleati. Oltre a Don Carlos, i suoi discendenti diretti, quelli che avrebbe potuto avere dalla sua seconda moglie Maria Teresa, il figlio di primo letto di questa, l'Infante Sebastiano (1811-1875) ed il nipote e cognato di Carlo, Michele del Portogallo, furono etichettati come "ribelli".

## Ascendenza
|                                     |                     |                                | Genitori                                     |  |  | Nonni |  |  | Bisnonni            |  |  | Trisnonni              |  |
|                                     |                     |                                |                                              |  |  |       |  |  | Filippo V di Spagna |  |  | Luigi, il Gran Delfino |  |
|                                     |                     |                                |                                              |  |  |       |  |  | Filippo V di Spagna |  |  | Luigi, il Gran Delfino |  |
|                                     |                     | Maria Anna Vittoria di Baviera |                                              |  |  |       |  |  | Filippo V di Spagna |  |  |                        |  |
| Carlo III di Spagna                 |                     |                                |                                              |  |  |       |  |  | Filippo V di Spagna |  |  |                        |  |
|                                     |                     | Elisabetta Farnese             | Odoardo II Farnese                           |  |  |       |  |  |                     |  |  |                        |  |
|                                     |                     | Elisabetta Farnese             | Odoardo II Farnese                           |  |  |       |  |  |                     |  |  |                        |  |
|                                     |                     | Elisabetta Farnese             | Dorotea Sofia di Neuburg                     |  |  |       |  |  |                     |  |  |                        |  |
| Carlo IV di Spagna                  |                     | Elisabetta Farnese             |                                              |  |  |       |  |  |                     |  |  |                        |  |
|                                     |                     | Augusto III di Polonia         | Augusto II di Polonia                        |  |  |       |  |  |                     |  |  |                        |  |
|                                     |                     | Augusto III di Polonia         | Augusto II di Polonia                        |  |  |       |  |  |                     |  |  |                        |  |
|                                     |                     | Augusto III di Polonia         | Cristiana Eberardina di Brandeburgo-Bayreuth |  |  |       |  |  |                     |  |  |                        |  |
| Maria Amalia di Sassonia            |                     | Augusto III di Polonia         |                                              |  |  |       |  |  |                     |  |  |                        |  |
|                                     |                     | Maria Giuseppa d'Austria       | Giuseppe I d'Asburgo                         |  |  |       |  |  |                     |  |  |                        |  |
|                                     |                     | Maria Giuseppa d'Austria       | Giuseppe I d'Asburgo                         |  |  |       |  |  |                     |  |  |                        |  |
|                                     |                     | Maria Giuseppa d'Austria       | Guglielmina Amalia di Brunswick-Lüneburg     |  |  |       |  |  |                     |  |  |                        |  |
| Carlo di Spagna                     |                     | Maria Giuseppa d'Austria       |                                              |  |  |       |  |  |                     |  |  |                        |  |
|                                     | Filippo V di Spagna | Luigi, il Gran Delfino         |                                              |  |  |       |  |  |                     |  |  |                        |  |
|                                     | Filippo V di Spagna | Luigi, il Gran Delfino         |                                              |  |  |       |  |  |                     |  |  |                        |  |
|                                     | Filippo V di Spagna | Maria Anna Vittoria di Baviera |                                              |  |  |       |  |  |                     |  |  |                        |  |
| Filippo I di Parma                  | Filippo V di Spagna |                                |                                              |  |  |       |  |  |                     |  |  |                        |  |
|                                     |                     | Elisabetta Farnese             | Odoardo II Farnese                           |  |  |       |  |  |                     |  |  |                        |  |
|                                     |                     | Elisabetta Farnese             | Odoardo II Farnese                           |  |  |       |  |  |                     |  |  |                        |  |
|                                     |                     | Elisabetta Farnese             | Dorotea Sofia di Neuburg                     |  |  |       |  |  |                     |  |  |                        |  |
| Maria Luisa di Borbone-Parma        |                     | Elisabetta Farnese             |                                              |  |  |       |  |  |                     |  |  |                        |  |
|                                     |                     | Luigi XV di Francia            | Luigi di Borbone-Francia                     |  |  |       |  |  |                     |  |  |                        |  |
|                                     |                     | Luigi XV di Francia            | Luigi di Borbone-Francia                     |  |  |       |  |  |                     |  |  |                        |  |
|                                     |                     | Luigi XV di Francia            | Maria Adelaide di Savoia                     |  |  |       |  |  |                     |  |  |                        |  |
| Luisa Elisabetta di Borbone-Francia |                     | Luigi XV di Francia            |                                              |  |  |       |  |  |                     |  |  |                        |  |
|                                     |                     | Maria Leszczyńska              | Stanislao I di Polonia                       |  |  |       |  |  |                     |  |  |                        |  |
|                                     |                     | Maria Leszczyńska              | Stanislao I di Polonia                       |  |  |       |  |  |                     |  |  |                        |  |
|                                     |                     | Maria Leszczyńska              | Caterina Opalińska                           |  |  |       |  |  |                     |  |  |                        |  |
|                                     |                     | Maria Leszczyńska              |                                              |  |  |       |  |  |                     |  |  |                        |  |